# Гренландия в Первой мировой войне
Гренландия в период Первой мировой войны была нейтральной колонией, поскольку её метрополия — Дания также была строго нейтральной, кроме того Гренландия была географически удалена от любых возможных театров военных действий.

## Историография
Тема о Гренландии в период Первой мировой войне редко упоминается в гренландской литературе. Финн Гад в своей книге «История Гренландии» 1946 года написал лишь, что «эта война значила для Гренландии так мало», а также написал несколько строк о том, что «Гренландия была нетронута, сообщение с Данией стала более медленной, но при этом постоянно товары и продукты непрерывно отправлялись домой; был дефицит некоторых товаров, рационирование было запланировано, но в нём не было необходимости, и единственное, что изматывало нервы, это долгое зимнее затишье, потому что было неизвестно, втянули ли Данию в ведьмин котел войны, но Гренландия и Дания смогли выдержать бурю того времени». Мадс Линдегор в своей книге «Истории Гренландии» 1961 года, пишет что «Первая мировая война прошла для Гренландии очень безболезненно. В Северном море был заминирован один корабль с криолитом, некоторые товары были нормированы, но мореплавание продолжалось, и война не помешала развитию страны. С другой стороны, экономическая ситуация войны вызвала резкий рост цен на гренландские товары, превратив дефицит в огромный профицит...». Гренландский инспектор Харальд Линдоу написал работу «Некоторые воспоминания из Гренландии во время войны 1914-18 гг». Гуннар Солванг написал книгу «Побег из Южной Ютландии в Гренландии», опубликованную Историческим обществом Южной Ютландии, о судьбе двух ютландцев, укрывавшихся в Гренландии, во время Первой мировой войны.

## Июльский кризис

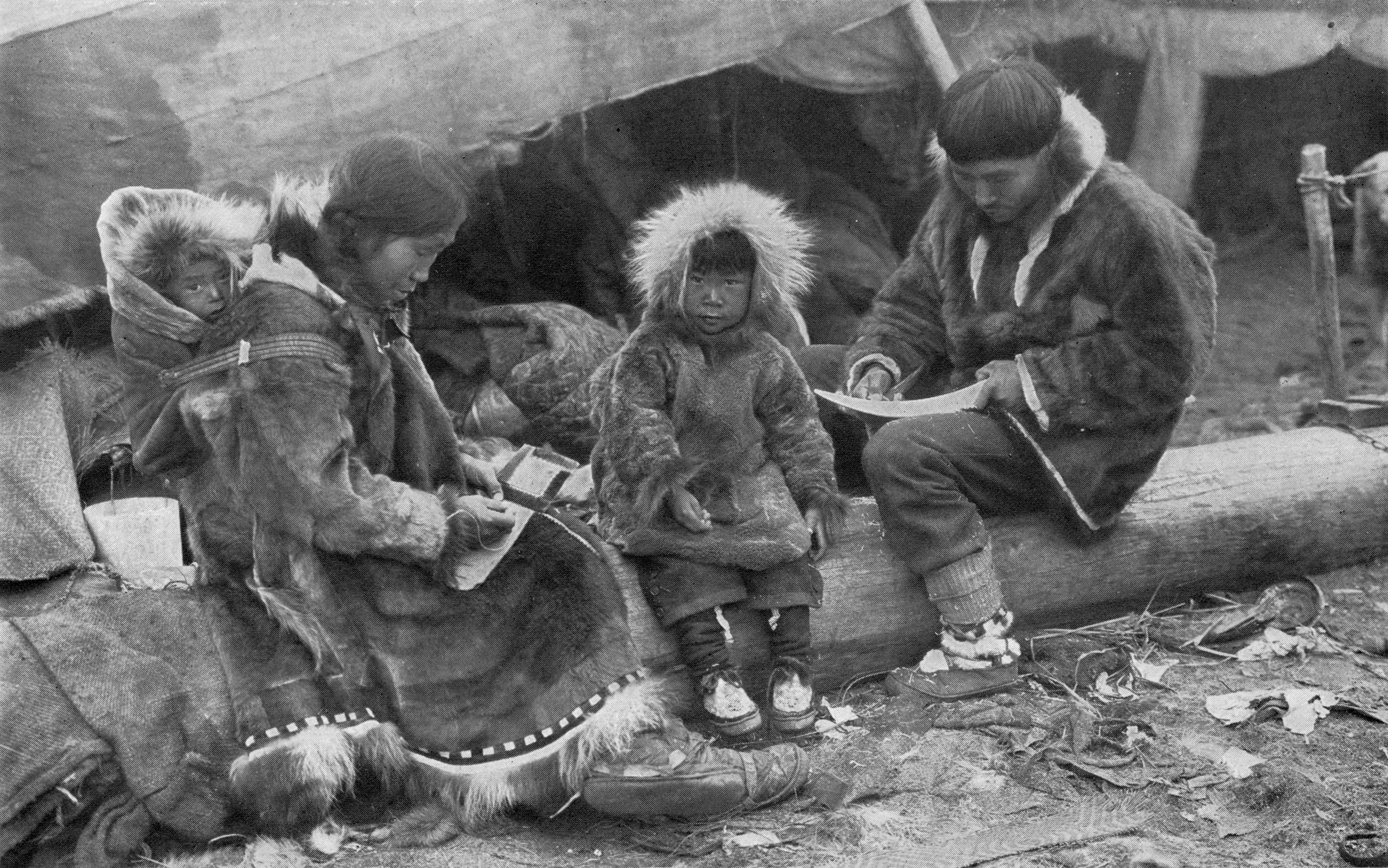
Гренландская семья, 1917 год

В начале лета 1914 года Гренландию с официальным визитом посетила старая военно-морская шхуна «Ingolf», посланная следить за норвежскими китобойными судами, которые в те годы начали понемногу приближаться к Гренландии, но быстро уходили, встретив датское судно. Этот визит привел к праздничным дням в Годхавне и Якобсхавне, после чего корабль отправился на юг. В августе судно «Hans Egede» прибыло в Северную Гренландию в свой третий рейс, и на его борту впервые находились инспектор  Йенс Даугард-Йенсен и доктор наук Луи Бобе, который должен был подготовить издание труда о Гренландии по случаю предстоящего 200-летнего юбилея, но теперь с большой тревогой рассказывал об убийстве австрийского наследника престола Франца Фердинанда, и что убийство вызвало сильную нервозность в политических кругах почти во всей Европе, поскольку многие опасались, что убийство спровоцирует войну между Австро-Венгрией и Сербией, которая затем легко может принять гораздо более масштабный характер. Он пессимистично заявил, что «Когда мы вернемся в Данию, вся Европа будет объята пламенем!». Однако большинство датчан не считали ситуацию столь опасной и утешали себя тем, что всё обойдется и на этот раз. Большинство людей почти забыли всю эту историю, как только «Hans Egede» снова отплыл на юг.

## Начало войны
2 октября 1914 года гренландский инспектор получил письмо от датского Совета, первое письмо которого сообщало следующее: «Совет настоящим доводит до сведения инспектора, что в настоящее время в Европе идет война, которая постепенно охватывает Австрию и Германию с одной стороны, а с другой — Сербию, Россию, Бельгию, Францию и Англию, к которой теперь присоединилась и Япония. До сих пор наша страна была избавлена от непосредственного участия в ужасах войны..». О фактическом ходе войны было сообщено мало подробностей, кроме того, что «в настоящее время на Западном фронте идет великая битва, которая, вероятно, решит исход войны». Спустя 5 месяцев Совет настоял на том, чтобы информация о начале войны должна быть в состоянии дойти до каждого жителя в Гренландии путем рассылки циркуляра колониальным администраторам, однако, при условии, однако, что «отправка может быть осуществлена без явной опасности как гибели людей, так и потери каких-либо важных материалов».
Новость о начале войны вызвало оцепенение в Гренландии. Колониальная власть пыталась составить представление о ходе войны и позиции Дании в ней на основе писем и скудных газетных вырезек, поскольку о самой войне полученная почта давала мало информации.

## Покупка Вест-Индии
В период с 1915 по 1921 год Дания сделала ряд дипломатических предложений другим странам с целью получения их согласия на распространение датской власти на весь остров. Первоначальное предложение пришло из Соединённых Штатов Америки. Изначально, американские политики обсуждали стоит ли покупать Гренландию, но от этой идеи отказались в пользу Вест-Индии. В октябре 1915 года государственный секретарь США Роберт Лансинг сообщил датскому министру в Вашингтоне, что его страна желает приобрести датскую Вест-Индию. Покупка была первоочередной задачей для американцев, поскольку они опасались немецкого вторжения в Данию и последующего использования немцами датских островов как военно-морской базы. В декабре 1915 года датчане попросили в дополнение к покупке островов заявить США, что они не будут оспаривать распространение датского суверенитета на всю Гренландию. Соглашение, подписанное 4 августа 1916 года, включало заявление о том, что правительство Соединённых Штатов «не будет возражать против того, чтобы правительство Дании распространило свои политические и экономические интересы на всю Гренландию».
В мае весенняя датская почта 1917 года достигла Гренландии, которая сообщила о продаже датской Вест-Индия. Этот вопрос вызвал большие споры в Дании и большое беспокойство среди гренландцев, которые опасались, что Дании может таким же образом продать Гренландию США.

## Население
Большинство гренландцев имели очень ограниченное представление об истории и географии Европы. О многих странах, вовлеченных в войну, они никогда раньше не слышали и ничего о них не знали. В сложившихся обстоятельствах инспектор Харальд Линдоу пытался объяснить причины войны и её последствия для Гренландии.
Первая мировая война подробно освещалась в обеих гренландских газетах — Atuagagdliutit и Avangnâmioĸ — через тексты, рисунки и фотографии военных действий и социальных последствий. Ханс Йенсен, сотрудник газеты Avangnamiok, сумел сделать листовку и статью для газеты, с примитивной картой. Население Гренландии было благодарно за те действия, которые предприняла колониальная власть, чтобы объяснить им о том, что на самом деле происходит в Европе. Пожилые гренландцы позже заявляли «я бы хотел, чтобы немцы получили по заслугам!». Вероятно, это было связано с воспоминаниями о австро-прусско-датской войне 1864 года.
Однако многие датчане и большинство жителей Гренландии, несмотря на все объяснения и информацию, мало что понимали о тех огромных трудностях, с которыми сталкивалось датское правительство и о её шатком положении. Более того, война постепенно действовала людям на нервы, вплоть до того, что гренландцы начали видеть ложные видения: рыбакам казалось, что они видели в море дрейфующие мины и немецкие подводные лодки, и они обсуждали возможности создания примитивной обороны.  Но большего всего среди гренландцев наблюдалось растущее раздражение по поводу на самом деле крайне слабых рационов, которые, совпали с плохими условиями рыболовства. Недовольство иногда порождало довольно резкую критику и горячие дискуссии. Для некоторых датчан особую проблему представляла проблема миграции: те, кто мог вернуться домой в Данию, не решались туда поехать, а те, чей отпуск пришлось отложить, были недовольны и разочарованы.
Во время войны в Гренландии укрывались два молодых жителя из Южной Ютландии, чтобы избежать военного призыва в Германской империи. Кроме того, в 1917—1918 годах 30 гренландцев участвовало в Первой мировой войне.

## Экономика
| Товары                  | 1914 год | 1915 год | 1916 год | 1917 год | 1918 год |
| ----------------------- | -------- | -------- | -------- | -------- | -------- |
| Пищевые продукты        | 54       | 95       | 96       | 88       | 160      |
| Крупы, мука, хлеб и т.д | 99       | 158      | 258      | 245      | 276      |
| Колониальные товары     | 95       | 121      | 191      | 129      | 139      |
| Табак                   | 33       | 35       | 34       | 46       | 45       |
| Текстиль                | 145      | 111      | 144      | 165      | 228      |
| Изделия из древесины    | 66       | 59       | 62       | 57       | 65       |
| Каменный уголь          | 31       | 60       | 116      | 243      | 147      |
| Соль                    | —        | —        | —        | 16       | 77       |
| Железо                  | 22       | 12       | 27       | 23       | 48       |
| Другие товары           | 307      | 237      | 348      | 291      | 276      |
| Всего                   | 852      | 888      | 1276     | 1303     | 1461     |

| Товары                          | 1916 год                    | 1917 год                   | 1918 год                   |
| ------------------------------- | --------------------------- | -------------------------- | -------------------------- |
| Клипфиск, соленая треска, пикша | —                           | 59 100 кг, 30 000 кр       | 168 300 кг, 73 000 кр      |
| Другая несвежая рыба            | 214 500 кг, 97 000 кр       | 180 300 кг, 127 000 кр     | 143 000 кг, 108 000 кр     |
| Необработанные шкуры            | 4 300 кг, 39 000 кр         | 3 900 кг, 41 000 кр        | 5 300 кг, 46 000 кр        |
| Другие шкуры, волосы, перья.    | 37 000 кр                   | 33 000 кр                  | 45 000 кр                  |
| Уплотнительное масло            | 1 413 000 кг, 593 000 кр    | 1 131 600 кг, 620 000 кр   | 1 518 200 кг, 855 000 кр   |
| Криолит                         | 1 0922 000 кг, 1 201 000 кр | 5 897 300 кг, 1 180 000 кр | 8 201 500 кг, 2 337 000 кр |
| Другие товары                   | 64 000 кр                   | 69 000 кр                  | 66 000 кр                  |
| Всего                           | 2 031 000 кр                | 2 100 000 кр               | 3 533 000 кр               |

В целом Первая мировая война не так сильно затронула экономику колонии, поскольку в это время экономика острова в значительной степени основывалась на простейшей эскимоской рыбалке и охоте на тюленей. Профицит, возникший из-за войны, продержался лишь очень короткое время, а экспорт в Гренландию, в свою очередь, подорожал до дорогих цен, большинство товаров постепенно стало невозможно достать, и все внутреннее развитие самой страны зашло в тупик. До войны гренландцы планировали построить китобойное судно с гренландским экипажем, но война сорвала этот план.

## Последствия
Гренландия была третьим элементом датского королевства, оставшимся после того, как Исландия стала отдельным государством в личной унии с датской короной 1 декабря 1918 года после Первой мировой войны. Хотя Гренландия была колонией Дании во время событий Первой мировой войны 1914 — 1918 года и присоединения Северного Шлезвига к Дании в 1920 году, для жителей Гренландии события в Дании и остальной части Европы служили скорее незначительным фоном. Поэтому в Гренландии нет какого-либо памятника Первой мировой войны. Таким образом, Гренландия заметно отличается от остальной части Датского королевства, где памятники о мировой войне есть.
После окончания Первой мировой войны Дания вновь подняла вопрос о своём суверенитете над Гренландией на рассмотрение комитета Парижской мирной конференции. 14 июля 1919 года датский министр в Осло проинформировал норвежское правительство о планах Дании; в ответ на это министр иностранных дел Норвегии Нильс Ихлен 22 июля заявил, что «норвежское правительство не будет создавать никаких трудностей в решении этого вопроса». Датский министр сообщил своему правительству, что «планы датского королевского правительства уважать суверенитет Дании над всей Гренландией не встретят никаких затруднений со стороны Норвегии». Дипломатические ноты были адресованы 15 марта 1920 года Великобритании, 17 марта — Италии, 20 марта — Франции и Японии 12 мая. Французы, итальянцы и японцы дали благоприятные ответы в марте — июне 1920 года, тогда как британцы, однако, ответили отказом. Датчане продолжили настаивать на том, что их суверенитет над всем островом имеет давнюю историю, начиная с поселения, основанного Хансом Эгеде в 1721 году, и 6 сентября 1920 года британцы признали суверенитет Дании на островом, но оставили за собой право на консультации, если Дания когда-либо решат продать остров. В январе 1921 года датское правительство обратилось к Норвегии за письменным подтверждением устного обещания Ихлена. Когда ответа не последовало, датчане повторили запрос 29 апреля 1921 года. Ответа вновь не последовало. Тогда 10 мая 1921 года Дания официально объявила о своём суверенитете над всей Гренландией, одновременно распространив торговую монополия Гренландской компании. Правительство Норвегии сразу высказало своё недовольство. По их мнению, Восточная Гренландия оставалась terra nullius, то есть ничейной землёй, где они были вольны действовать так, как хотели. Датская нота от 19 декабря 1921 года информировала норвежцев о том, что суверенитет Дании над всей Гренландией имеет давнюю историю. Компромиссное соглашение между Данией и Норвегией, в котором признавалось, что норвежские охотники и китобои могли бы продолжать свою экономическую деятельность на восточном побережье провалилось.